# 董珆
董珆（1497年—1556年），字子純，號晴溪，南直隸寧國府涇縣人，軍籍，明朝政治人物。

## 生平
嘉靖四年（1525年）乙酉科應天鄉試第一百二十二名舉人，嘉靖十一年（1532年）中式壬辰科會試第二百四十三名，三甲第一百三十八名進士。刑部觀政，授海鹽縣知縣，十六年（1537年）四月升監察御史，以考察降職，致仕歸里。

## 著作
著有《晴溪集》。

## 家族
曾祖董志道，贈知府；祖父董傑，都察院右副都御史；父董鍵。母徐氏。慈侍下。兄董球，弟董㻌、董璯、董㻑。